# スキージャンプ
スキージャンプ、あるいはジャンプは、ノルディックスキー競技のひとつ。
ジャンプ台と呼ばれる専用の急傾斜面を滑り降りて（助走）、そのまま角度の付いた踏み切り台から空中に飛び出し、専用のスキー板と体を使ってバランスをとり、滑空する。その飛距離と姿勢の美しさ、「美しく、遠くへ跳ぶ」ことを競う競技。
この競技を行う選手をジャンパーと呼ぶ。

## 競技
競技は年間を通じ行われ、冬は雪面を滑り、夏は摩擦係数を抑えた専用の滑走路を滑る。夏はサマージャンプ競技と呼ぶ。。
国際スキー連盟主催のノルディックスキー世界選手権が2年に1度、冬季オリンピックの前年と翌年に行われる。毎年、世界各国を転戦してスキージャンプ・ワールドカップが開催されている。年末年始にスキージャンプ週間 (Four Hills tournament) と呼ばれる4連戦で優勝を争う大会が、ワールドカップの試合も兼ねて開催される。

### 種目
正式種目では、ジャンプ台の大きさや形状、助走距離の長さ、K点までの距離などによって、ノーマルヒル（一般にK点90m。かつては「70m級」と呼ばれた）やラージヒル（一般にK点120m。かつては「90m級」と呼ばれた）、フライングヒル（別項「スキーフライング」を参照）などの種目に分かれる（別項「K点」も参照）。
ノーマルヒル、ラージヒルは、冬季オリンピックの共通正式種目である。スキージャンプのワールドカップでは、男子はラージヒルとフライングが開催されているが、観戦側のスペクタクル性の観点から近年ノーマルヒルは開催されていない。通常は個人競技として行われるが、ラージヒルやフライングでは、国対抗で団体戦も行われる。女子はノーマルヒルとラージヒルが行われるが、団体はノーマルヒルのみである。

### 競技内容の重点
屋外競技のため、天候や風の向きや強さなどの自然的条件や、気温に起因した助走面の雪質に左右される。外見上は派手でダイナミックな競技である反面、自らの精神状態にも左右されるといった、デリケートな側面も持ち合わせている。
- 助走路（アプローチまたはインラン (In-run)）上では、しゃがみ込むような助走姿勢（クローチングまたはクラウチング (crouching)）で、風の抵抗を低減し、スピードを得る。重心の位置、助走面の状況、スキーワックスの種類などがスピードに大きく影響する。
- 踏み切り地点（カンテ）上において、立ち上がる反動力で飛び出す（テイクオフ）。踏み切りの動作をサッツという。助走で得た速度に加え、踏み切りの方向、タイミング[注 2]、飛び出し後の空中での風向風速などが飛距離に大きく影響する。
- 空中姿勢は、静止に見える状態がベストだが、時代によって理想形は変化してきている。2008年現在は、両脚でスキーをV字型（スキー後方の内側の角が接触し、前方が大きく開いた状態）に開き、身体との間に空気を包み込むようなスタイルが理想とされている。その歴史背景については、後述する。
- 着地姿勢は、テレマーク (Telemark) 姿勢が理想とされる。体操競技での着地ポーズに相当する。テレマーク姿勢とは、両手を水平に開き、しゃがんだ状態で、膝から下を前後に開く（後ろの足はつま先立ち）、着地ポーズをいう。語源については、後述する。
- 着地後、転倒ラインを越えるまでの間に手をついたり、転んだりすると飛型点が減点される。

### 得点集計方法
1. 着地するまでの落下・滑空距離（飛距離）
2. 空中での滑空時・着地時の姿勢（飛型）
3. ウインドファクター（有利な向かい風はマイナス、不利な追い風はプラス）
4. ゲートファクター（スタートゲートの位置を基準より下げるとプラス、ただしコーチ・選手の判断で下げた場合は、ヒルサイズの95%以上の飛距離が出ないとプラスにならない）

をポイント化して競う。通常は2回行い、合計点で競う。
飛距離は着地地点での姿勢により、スキーの中間点（一足ランディングの場合）または両足の中間（テレマーク姿勢の場合）をそれぞれの着地距離地点を担当する計測担当者の目測により割り出される。飛距離が予測を上回って観測者がいない地点に着地した場合は実際に計測する。飛距離に対する得点はジャンプ台の規模により計算される。K点を60点とし、そこから下表に示す点数を飛距離に応じて加減する。
| K点距離   | 1m当たりの点数 |
| --------- | -------------- |
| ＜20m     | 5.2            |
| 20～24m   | 4.8            |
| 25～29m   | 4.4            |
| 30～34m   | 4.0            |
| 35～39m   | 3.6            |
| 40～49m   | 3.2            |
| 50～59m   | 2.8            |
| 60～69m   | 2.4            |
| 70～79m   | 2.2            |
| 80～99m   | 2.0            |
| 100～169m | 1.8            |
| ＞170m    | 1.2            |

(例) K=120の場合、1m当たり1.8点を加減する。
- 飛距離130.0mのとき
130-120＝10.0m
10.0×1.8＝18.0
60+18.0＝78.0pt
- 飛距離110.5mのとき
110.5-120＝-9.5m
-9.5×1.8＝-17.1
60-17.1＝42.9pt

飛型と着地姿勢は、実際に5人の飛型審判員によって行われる。1人の持ち点は20点満点であり、公正を期するため、5人中最高最低1名ずつの得点を除き、中間3名の得点合計が加算される。飛型は空中静止、着地姿勢はテレマーク姿勢が理想とされる。しかしK点以下だといくら飛型やテレマークが決まっても高い点は貰えない、少なくともK点越えが満点になる最低基準であり飛行距離が出れば出るほど飛型点は貰える傾向にある。それぞれの基準は、歴史上、何度か変更されている。
通常は、2本跳んだ後の、それぞれの得点要素の合計で順位が競われる。天候の悪化などにより、1本目のみで競技終了となる場合もある。
ワールドカップでは、1本目を終えた時点で、飛型点・飛距離点を合計し、上位30人に絞り、残った者から得点の低い順に2本目を跳ぶため、1本目に最高得点した者が、最終ジャンパーとなる。現在は、多くの大会でこの方式を用いる。
前述のジャンプ週間における4試合においては「KO方式 (KnockOut System)」が採用されている。これは1本目、50人が2人ずつ組になって競技を行い、それぞれの組の勝者25人と、敗者のうち得点の高かった5人（ラッキー・ルーザー (Lucky Loser)）の計30人が2本目を行って、この2本の合計得点により順位を決定するものである。この方式を導入した目的は、参加者が多くなると、最初の方に飛んだ選手と最後の方に飛んだ選手では気象条件が異なる場合が多く、なるべく平等な環境で競技を実施することにある。
日本では、HBC杯において2003-2004のシーズンからトーナメント形式が採用されている。男子は予選の上位16人が準々決勝（16人→8人）準決勝（8人→4人）と1対1で対戦して行き、決勝は4人の中で最高得点者が優勝者となるものである。2008年より新設された女子の部は初年度は予選の上位4人が準決勝（4人→2人）を行い、決勝戦も1対1で行われた（このシステムは選手の増加によって変わる可能性もある）。

## コスチューム、用具

### 用具
ジャンプは、飛距離をいかにして稼ぐかについて特殊化した、ストックを使用しないスキー競技である。
ジャンプでは、幅が広く、長いスキーを使用し、これにより揚力を得て落下を遅らせる。スキー板の裏面に7～9本以上の溝があり、直進方向に適し、スピードを得られる工夫がなされ、ビンディングにより踵が上がるようになっている。板が大きく長いにもかかわらず、非常に軽量である。
毎年各メーカーは、規定の範囲で細かな工夫を重ねているが、過去にスキーの先端が通常の三角形でなく、四角くトップの角度を低くした、いわばカモノハシの口のような板や、先端に穴をいくつも空けて空気抵抗を低くしようとした板など、一目見ただけでも分かるようなユニークな板もあった。
ジャンプ板を製造できる技術を持ったメーカーは限られており、2017年1月現在生産を継続しているのはフィッシャーとSPORT 2000、2016年シーズン限りでエランが撤退し、その事業を継承したスラットナー、Verivoxのみである。ゲルミナを買収し2012年頃から台頭したフリューゲもネーミングライツ契約が終了し、S.K.I.となった。過去にATOMIC、ロシニョール、BLIZZARD、クナイスル、エルバッハ等も供給を行っていた。
スキーの長さについては、度々規則が改定され、現在は、幅95mm以上105mm以下、長さは身長とBMIを元に算出する形式が用いられている。ただし、長さは身長の145パーセントが上限と決められている。

### コスチューム
滑空時に揚力を得るため、特殊素材のだぶだぶの全身スーツを着ている。これは、現在着用を義務化しているヘルメット同様、転倒着地の際の身体へのダメージを防ぐ、クッションの役割も果たしている。しかし、近年では、そのだぶだぶが浮力を生む原因となっているため、より身体に密着したスーツを用いることがルールで規定されており、その分素材は衝撃吸収に長けたものが使われている。

### 主な装備ルール改正歴

#### 1998-1999年
- スキー板の長さを「身長＋80cm以下」から「身長の146%以下」に
- スーツの生地の厚さが8mm以下→5mm以下に
- スーツのゆとり幅を胸囲プラス8cmに制限

#### 2003-2004年
- スーツのゆとり幅を8cm→6cmに制限。素材もパーツも決められた
  - 当時全日本チームは股下を長く水かきのようにした「短足スーツ」を使用していたが規制により新スーツ開発を余儀なくされた。

#### 2004-2005年
- BMIルールを導入。スーツとブーツを含めた体重÷身長の2乗がBMIの数値基準値 (20.5)より少なければ、段階によって履ける板の長さを身長の144%、142%までに制限。

#### 2010-2011年
- スキー板の長さが身長の最大146%→145%に。

#### 2011-2012年
- BMIの基準値を20.5→21により厳しく。

#### 2012-2013年
- 夏にスーツのゆとり幅を6cm→0cmに制限。
  - ゆとり幅0cmスーツは落下速度が増し転倒等の危険が高く安全性を疑問視され、ゆとりのないスーツは一人での着脱が困難なほど窮屈だった。
- 同年冬に0cm→2cmに緩和。

#### 2013-2014年
- スーツのゆとり幅を袖口に限り2cm→4cmに緩和。

## 競技場

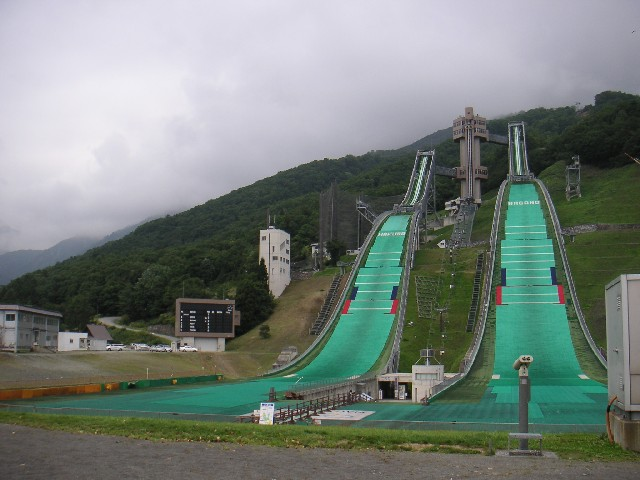
オリンピックジャンプ競技場 (長野県白馬村)

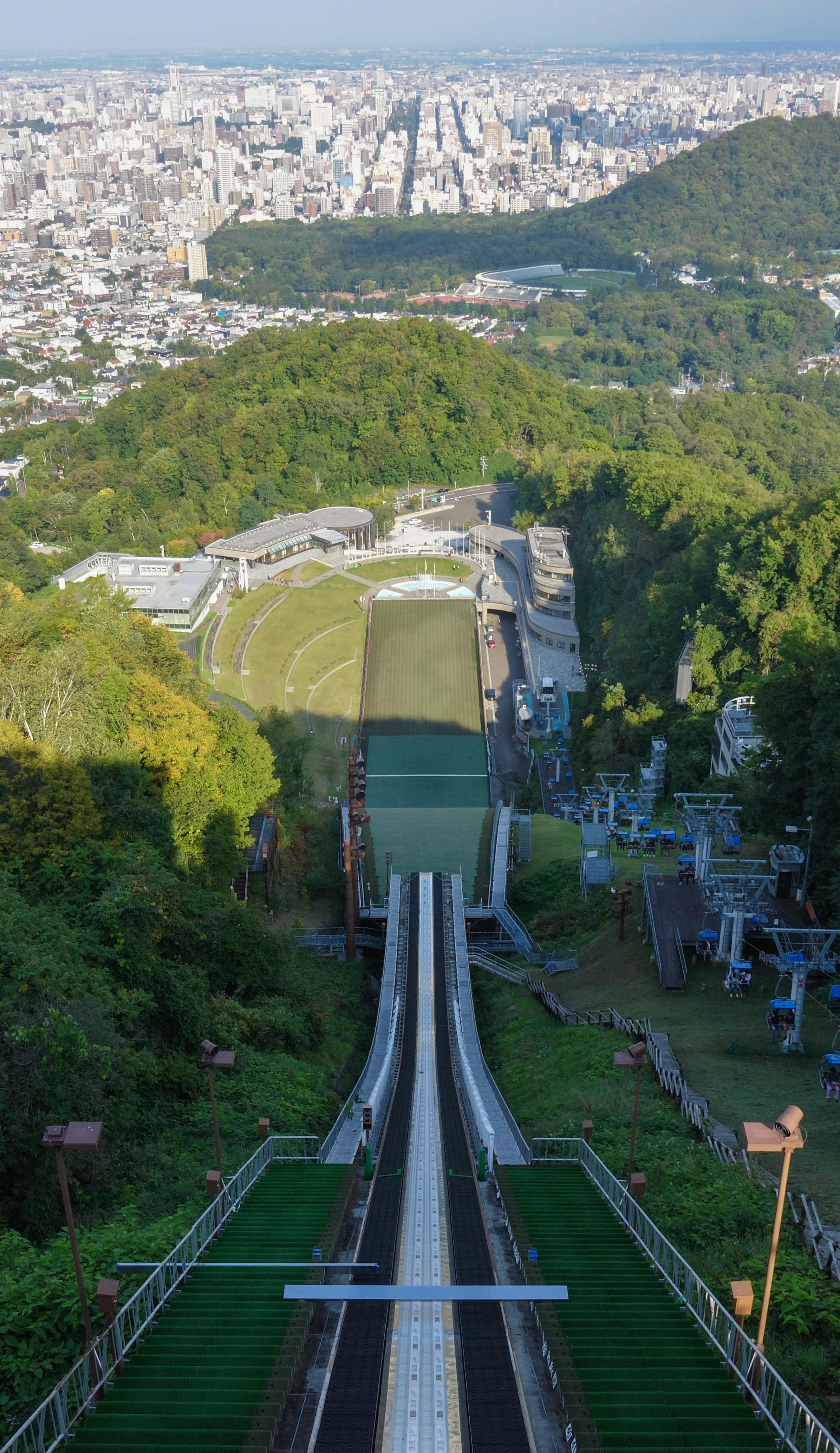
大倉山ジャンプ競技場 (北海道札幌市)

ジャンプ競技場をシャンツェと呼称することがあるが、これはドイツ語 (Schanze) である。発祥の地であるノルウェー語では、バッケン (bakken) と呼び、ジャンプ台記録をバッケンレコードと呼称するのはこれに由来する。
ジャンプ競技場は、大きく分けて、
1. 助走路 (アプローチ、インランとも)
2. 踏切台 (カンテ)
3. 着地斜面 (ランディングバーン)
4. 減速区間 (ブレーキングトラック、アウトランとも)

他に、審判台 (ジャッジタワー)、コーチングボックス等の付帯施設からなる。
助走路のシュプールは、かつてはテストジャンパーが滑って付けていたが、近年は機械等で溝を成形してレール状にしている。
踏切台は、よく上向きであるとの誤解を受けるが、実際は下向きに10度前後の勾配が付けられている。上向きであると、踏み切ったときに後方へのモーメントが発生し、宙返りしてしまうためである。このような誤解は、下からカンテを見ると上向きに見えることや、フリースタイルスキーで使用するジャンプ台 (キッカー) が実際に上向きで作られている事から混同されているものと思われる。
サマージャンプの場合、セラミック製のレールを使用した助走路とひも状のプラスチックを敷き詰めたランディングバーンで構成されたサマー台で競技が行われる。
2008年現在、日本では、ノーマルヒルとラージヒルの双方の正式競技場 (シャンツェ) を有する場所は、冬季オリンピック会場だった、長野県白馬村（白馬ジャンプ競技場）と、北海道札幌市しかない（但し現在白馬ジャンプ競技場のノーマルヒルはFISの公認を外れている）。札幌市では、ノーマルヒルが「宮の森ジャンプ競技場」、ラージヒルは「大倉山ジャンプ競技場」である。
シャンツェごとに形状や条件が異なるため、同一の会場でも大会毎や一試合内でも各トライアル毎に降雪や風向きといった天候条件が異なり、気温や選手の使用状況により刻一刻の助走斜面の雪質の変化などがあるため、共通の記録は設定できない。そのため、それぞれの競技場での「バッケンレコード/ヒルレコード（最長不倒記録）」といった形で、最高記録が認定される。
2004年に開催された国際スキー連盟の総会にて、競技規則中のサイズの分類方法が変更された。従来はK点までの飛行換算距離で分類されていたが、変更によりL点 (着地地点の終点＝飛行曲線との関係でこれ以上飛んだら危険と判断される点) までの飛行換算距離 (ヒルサイズHS) で分類されることになった。
- フライングヒル 185m以上
- ラージヒル 110m以上
- ノーマルヒル 85m～109m
- ミディアムヒル 50m～84m
- スモールヒル 20m～49m

競技規則により、ラージヒルでは、着地終点区間のU点とテークオフ先端 (カンテ) の垂直距離 (zu) が88mを超えるものは公認されないため、実質上HS=145mが最大である。したがって、 ドイツ・ヴィリンゲンのミューレンコップジャンプ競技場HS=145mが、ラージヒルのサイズとしての規則上の最大値である。

## 歴史

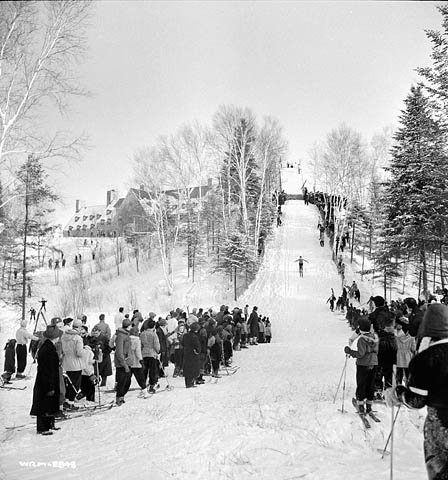
ジャンプ競技

ジャンプは、1840年ごろのノルウェーのテレマーク地方が発祥の地とされる。スキーで遊んでいるうちに自然発生的に競技となったという説がある。
1860年代、初期の著名なジャンプ競技者は、テレマーク出身のスンドレ・ノールハイム (Sondre Norheim) であった。
ジャンプを含むノルディックスキーがテレマーク地方を中心に発達してきたため、最も美しいとされ高得点に結びつく着地時の姿勢は、前述のように「テレマーク姿勢」とよばれている。同様の姿勢によって、テレマークターンを行い斜面を滑降する技術・スタイルはテレマークスキーとよばれる。テレマークという名は、スキースタイル (特に用具の面) において、ノルディックの別名として用いられることもある。1877年に最初のジャンプ競技会がノルウェーで行われた。1879年にテレマーク地方にいた靴屋の少年ジョルジャ・ヘンメスウッドがクリスチャニアのヒューズビーの丘で23m飛んだという記録が残っている。

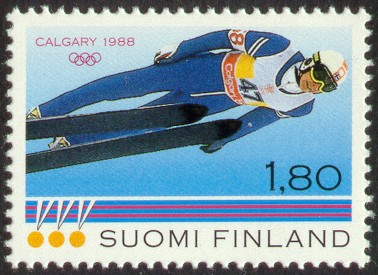
クラシックスタイル (1980年代)

### 飛型の歴史
飛行姿勢については、歴史的な変遷が存在する。
初期は直立不動の姿勢であったが、1920年代に、ヤコブ・チューリン・タムス ( ノルウェー) に代表される、腰を曲げて前傾姿勢を取るタムス型と、ナルヴェ・ボンナ ( ノルウェー) に代表される、直立状態のまま前傾するボンナ型という2つの前傾姿勢が広まり、とりわけタムス型はその後戦後直後まで多くのジャンパーが取り入れていた。いずれの型においても、腕は、バランスを取るために回していた。
1950年代前半からは、フィンランドのアンティ・ヒュベリネンのような、手を動かさず体に付け、深い前傾姿勢を取るスタイルが定着し、このスタイルはその後長らく基本的なフォームとして1990年頃まで主流であった。その中で、1960年頃に、1960年スコーバレーオリンピックで優勝したヘルムート・レクナゲルなど、両手を前に出して止めるスタイルも生まれたが、その後の五輪では勝てず、このスタイルは自然消滅した。
20世紀後半までは、気をつけの姿勢でスキーを揃え、横から見ると、胸から上とスキーが平行になるのが理想とされていた。札幌冬季オリンピックで、笠谷幸生、金野昭次、青地清二の日本人3選手がメダルを独占した際は、この飛型であった。1970年代までは、アプローチの際に両腕を前に下げるフォアハンドスタイルが主流であった。
1976年頃、ハンス＝ゲオルク・アッシェンバッハ ( 東ドイツ) が、アプローチを滑走する際、中腰で両手を平行に後ろへ揃えるスタイルを始め、当初アッシェンバッハスタイルと言われた。現在ではバックハンドスタイルと言われスタンダードな姿勢となっている。それまではしゃがんで手を前にして握るような姿勢が一般的であったが、これは、これが一番空気抵抗が少なく、速度が出ると思われたからである。
20世紀終盤に、イジー・マレツ ( チェコスロバキア) やヤン・ボークレブ ( スウェーデン) がV字飛行を始めた。V字飛行は、それまでの板を揃えて飛ぶ飛型よりも前面に風を多く捉えて飛距離を稼ぐことができたが、当初は飛型点で一人あたり0.5点の減点対象になり、飛距離が伸びることで着地が難しくなることもあり上位に入るにはそのぶんを引き離す飛距離が必要だったが、1988年カルガリーオリンピックでは70m級でマレツがV字ジャンパーとして史上初めてのメダルとなる銅メダルを獲得、翌1988/89年シーズンにはボークレブが総合優勝を獲得したことからV字ジャンプへの注目が高まり、他の選手も次第に取り入れるようになり、その後規定が変更され減点対象から除かれた。このV字スタイルは1969年にポーランドの少年ジャンパー、ミロスワフ・グラフが既に実践していたが、飛型点の低さなどから成績を伸ばせず、ポーランド選手権での4位が最高であったため、世界的に注目されることはなかった。
クラシックスタイルからV字への転向は、オーストリアはその優位性を認め、早くから選手のV字スタイルへの移行をした。一方、まだ技術的に未成熟であり、スキー板を開けば必ず飛距離が伸びるわけではなかったことから、他の国では選手によって考えが異なり、クラシックスタイル・V字転向、その対応はまちまちであった。実際、1990/91年シーズンまでは、クラシックスタイルとV字はそれほど差が無く、1991年世界選手権ラージヒルもクラシックスタイルのフランチ・ぺテクが制している。しかし、翌1991/92年シーズンになると、V字飛行の飛形点減点が無くなり、また技術も向上したことから、V字飛行の優位性は一気に高まった。
そして、V字時代最初のオリンピックとなった1992年アルベールビルオリンピックでは、16歳のトニ・ニエミネンがラージヒル、団体の2冠、ノーマルヒルでも銅と大活躍したのをはじめ、V字ジャンプの選手が個人ノーマルヒル、ラージヒルの上位を独占した。1991年のラージヒル世界チャンピオンのぺテクは大きく離された8位入賞がやっとであり、これ以後はV字スタイルで距離を出せるジャンプをできるもののみが、世界で活躍できることとなった。日本人選手でも、V字スタイルをいち早く取り入れた原田雅彦がラージヒルで4位入賞して注目されたのに対し、代表選考前ぎりぎりまでクラシックスタイルにこだわった当時の若きエース葛西紀明はV字を習得しないと代表に選ばないというチーム方針のため代表に選ばれるために習得した付け焼き刃の技術で臨んだため26位と振るわなかった。（葛西は五輪後ただちにV字を本格的に習得し、世界フライング選手権で優勝した。）
これ以降、スキー板を開いて飛ぶことが一般的となり、板をH型に大きく開いたり、頭が板の前に出るほどの前傾姿勢（カミカゼスタイルとも呼ばれた）をしたりと様々な飛距離向上の工夫がなされ、現在の、スキー板と体でバランスよく空気抵抗を受けるV字スタイルへと進化している。

## 女子選手の進出

### 五輪種目での採用
近年、オーストリア、ドイツ、ノルウェー、日本などで、ノーマルヒルを中心とした女子選手の増加に伴い、ヨーロッパなどで女子の国際大会が頻繁に開催されるようになってきた。1999年からは、国際ツアー (のちにコンチネンタルカップ、2011/2012年シーズンからワールドカップに格付け) も実施され、
世界選手権では、2009年リベレツ大会よりノーマルヒルでの個人戦がスタート、2013年大会より国別の混合団体ノーマルヒルがスタート、2019年大会より女子の団体ノーマルヒルがスタートした。
これによって、女子スキージャンプはオリンピックでの採用の可能性が十分ありうる状況となったが、2006年11月の国際オリンピック委員会 (IOC) の理事会では、2010年バンクーバーオリンピックの競技種目としては見送ることが決定された。このことは関係者の批判を呼び、アメリカが中心となって見送り決定の撤回を求める運動が起きる。しかし、定期的に国際競技に参加する女子選手が世界に約80人しかいないこと等から、IOCのロゲ会長は「普通どの種目でも数十万人から多くて数千万人の選手人口がおり、非常に高いレベルでメダルが競われている。結論としてメダルの価値を下げたくない、安売りをしたくないということだ」と理由を述べていた。
2011年4月6日、国際オリンピック委員会は、2014年ソチオリンピックで女子スキージャンプを含む6種目の新たな採用を決定した。デュビIOC競技部長は採用の理由として「ジャンプ女子の採用は今季の世界選手権が決め手となった。以前より競技レベルが上がり国際的普及度も上がった。」と述べている。

### 課題
五輪種目として行われたものの、選手層の薄さやスキーの盛んな欧州での人気低迷が課題となっている。
2014年、国際スキー連盟はワールドカップのジャンプ女子を昨季の19戦 (1大会は悪天候のため中止) から14戦へと削減。上位と下位の選手の実力差が大きいことから、大会のレベル維持のため予選通過人数を50人から40人に削減し、下位の選手は下部の大会で経験を積むように促すなど課題克服に向けた模索が続いている。ただ、強豪国のオーストリアが女子選手の強化に乗り出すなど、改善の兆しも見え始めている。その後、ワールドカップでは2017-18シーズンより団体戦が開催、2018-19シーズンのワールドカップでは昨季の15戦から24戦に増えている。
2015年現在、競技会に出場するための必須条件である国際スキー連盟登録人数は全世界で254人(日本人の登録人数は24人)となっているが、ワールドカップ大会などの大きな大会でも参加人数が30人を割ることがある。

## 日本選手のジンクス
過去日本人選手は、オリンピック、世界選手権において多くのメダルを獲得しているが、90m級 (現在のラージヒル) では長い間金メダルを獲得できず、日本選手の鬼門とされていた。1968年グルノーブルオリンピックの藤沢隆、1972年札幌オリンピックの笠谷幸生は、いずれも1回目に2位の好位置につけながら2回目に距離を伸ばすことができずメダル獲得を逃し、1992年アルベールビルオリンピックでは原田雅彦が4位、1994年リレハンメルオリンピックでは岡部孝信は4位であった。
その後1997年のトロンハイムでの世界選手権で原田雅彦が、1998年長野オリンピックでは船木和喜が、ラージヒルで金メダルを獲得している。
ジャンプ週間が開催される4箇所のうち、最終戦が行われるビショフスホーフェンのみ日本人選手の優勝がなかったが、2018-2019年シーズンにて小林陵侑が優勝し、4箇所すべてで日本人選手が優勝している。
先述の藤沢、笠谷に加え、長野オリンピックでも岡部が1本目2位に付けながら6位に終わったため、「ラージヒルで1本目に2位に付けた日本人選手はメダルを獲得できない」と言うジンクスも叫ばれていたが、2014年ソチオリンピックで葛西紀明が1本目の2位をキープして銀メダルを獲得し、46年越しでこのジンクスを返上している。
オリンピックシーズンにジャンプ週間で開幕3連勝した日本選手は1972年札幌オリンピックの笠谷幸生、1998年長野オリンピックの船木和喜、2022年北京オリンピックの小林陵侑の3人だが3人ともオリンピックの個人種目で金メダルを獲得している。そのうちの笠谷は国内選考会を優先したためジャンプ週間第4戦を欠場し、ジャンプ週間総合優勝はできなかったが船木と小林はジャンプ週間総合優勝も果たしている。

## 著名な選手
| アイスランドの旗   | Category:アイスランドのスキージャンプ選手     |
| アメリカ合衆国の旗 | Category:アメリカ合衆国のスキージャンプ選手   |
| イギリスの旗       | Category:イギリスのスキージャンプ選手         |
| イタリアの旗       | Category:イタリアのスキージャンプ選手         |
| オーストリアの旗   | Category:オーストリアのスキージャンプ選手     |
| カナダの旗         | Category:カナダのスキージャンプ選手           |
| スイスの旗         | Category:スイスのスキージャンプ選手           |
| スウェーデンの旗   | Category:スウェーデンのスキージャンプ選手     |
| スロベニアの旗     | Category:スロベニアのスキージャンプ選手       |
| ソビエト連邦の旗   | Category:ソビエト連邦のスキージャンプ選手     |
| チェコの旗         | Category:チェコのスキージャンプ選手           |
| チェコの旗         | Category:チェコスロバキアのスキージャンプ選手 |
| ドイツの旗         | Category:ドイツのスキージャンプ選手           |
| 日本の旗           | Category:日本のスキージャンプ選手             |
| ノルウェーの旗     | Category:ノルウェーのスキージャンプ選手       |
| フィンランドの旗   | Category:フィンランドのスキージャンプ選手     |
| フランスの旗       | Category:フランスのスキージャンプ選手         |
| ポーランドの旗     | Category:ポーランドのスキージャンプ選手       |
| ユーゴスラビアの旗 | Category:ユーゴスラビアのスキージャンプ選手   |
| ロシアの旗         | Category:ロシアのスキージャンプ選手           |

- 日本における競技人口は中学生以上の全日本スキー連盟競技者登録で500人弱[6]、小学生まで含めて600人前後である。

## 主なスキージャンプ大会

### 国際大会
- 冬季オリンピック
  - メダリスト一覧
- ノルディックスキー世界選手権
- スキーフライング世界選手権
- ワールドカップ
  - Raw Air
  - ノルディックトーナメント
- スキージャンプ週間
- ヨーロッパ競技大会（2023年）
- ホルメンコーレン大会
- ラハティスキーゲームズ
- コンチネンタルカップ

### 日本国内の大会
（公財）全日本スキー連盟A級公認
- 名寄ピヤシリジャンプ大会
- 吉田杯ジャンプ大会
- HTBカップ国際スキージャンプ競技大会
- STVカップ国際スキージャンプ競技大会
- HBCカップジャンプ競技会
- UHB杯ジャンプ大会
- TVh杯ジャンプ大会
- 雪印メグミルク杯全日本ジャンプ大会
- 札幌オリンピック記念国際スキージャンプ競技大会
- 全日本スキー選手権大会(ノルディックスキー純ジャンプ)
- NHK杯ジャンプ大会
- 国民体育大会 (冬季大会スキー競技会純ジャンプ)
- 秩父宮杯・秩父宮妃杯・寛仁親王杯全日本学生スキー選手権大会(ノルディックスキー純ジャンプ)
- 全国中学校体育大会(ノルディックスキー純ジャンプ)
- 全国高等学校スキー大会(ノルディックスキー純ジャンプ)
- 全国高等学校選抜スキー大会
- 宮様スキー大会国際競技会(ノルディックスキー純ジャンプ)
- JOCジュニアオリンピックカップ全日本ジュニアスキー選手権大会（ノルディック種目）
- 伊藤杯シーズンファイナル大倉山ナイタージャンプ大会
- 札幌市長杯宮の森サマージャンプ大会
- 札幌市長杯大倉山サマージャンプ大会
- チャレンジカップサマージャンプ大会
- 名寄サンピラー国体記念サマージャンプ大会
- 鹿角サマージャンプ・コンバインド大会

かつて行われていた大会
- 雪印杯全日本ジャンプ旭川大会
- 倶知安町長杯全道ジャンプ大会
- 国際蔵王ジャンプ大会NHK杯
- 国際蔵王ジャンプ大会山形市長杯
- 全日本選抜スキー・ジャンプ大会
- 伊藤杯サマーファイナル大倉山ジャンプ大会
- 伊藤杯 宮の森ナイタージャンプ大会
- UHB杯サマージャンプ大会
- 名寄ピヤシリサマージャンプ大会